# Epamera sappirus
Epamera sappirus är en fjärilsart som beskrevs av Druce 1902. Epamera sappirus ingår i släktet Epamera och familjen juvelvingar. Inga underarter finns listade i Catalogue of Life.